# Brodogradnja
Brodogradnja je industrija koja proizvodi jedan od najkompleksnijih proizvoda - brod. Ona je kombinacija znanosti i umjetnosti. Znanosti, jer osigurava brodu tražena svojstva kao što su brzina, čvrstoća, nepotovivost, stabilitet, upravljivost i slično kako bi se mogao oduprijeti često teškim uvjetima pri plovidbi. Umjetnost, jer brod mora biti estetski naočit i prepoznatljiv. Količina znanstvenih spoznaja u brodogradnji povećala se zadnjih nekoliko desetljeća na mnogim područjima kao što su hidrodinamika pa sve do teorije vjerojatnosti, koristeći ujedno iskustva i spoznaje mnogih pomoćnih grana tehničkih znanosti. U brodogradnju spada izgradnja i održavanje brodova, teglenica, platformā i podmornica, te ostalih vrsta plovila. Pogoni, u kojima se obavlja brodogradnja, nazivaju se brodogradilišta. Rezališta su pogoni u kojima se stari brodovi režu u staro željezo.

## Povijest

### Prapovijest
Prvo plovilo je najvjerojatnije bilo deblo slučajno oborenog stabla, a pogonilo se veslanjem, ljudskim dlanovima.  Zatim se, nakon dosta godina došlo na ideju spajanja nekoliko debala u splav, a dlanovi su zamijenjeni veslima. Splav je bila teška za izvlačenje i neprikladna za upravljanje, pa se došlo na ideju dubljenja debelog debla, te se tako dobio prostor za sigurnu plovidbu i za smještaj tereta, uz istu silu koja ga održava na površini. Ova sila, tj. uzgon, otkrivena je tek kasnije, ali su i praljudi spoznali da postoji veza između obujma izdubljenog debla i sile koja ga drži na površini da ne potone.
Arheološki dokazi pokazuju da su ljudi stigli na Novu Gvineju prije najmanje 60.000 godina, vjerojatno uz more iz jugoistočne Azije tijekom ledenog doba u razdoblju kada je razina mora bila niža i udaljenosti između otoka manje. 
Prvi poznati brodovi potječu iz neolita, prije oko 10.000 godina. Ova rana plovila su imala ograničenja. Korištena su uglavnom za lov i ribolov. Najstariji kanui koje su pronašli arheolozi su često izrezivani iz crnogoričnih stabala pomoću jednostavnih kamenih alata.

### Stari vijek
Dokazi iz drevnog Egipta pokazuju da su rani Egipćani znali od dasaka napraviti brodski trup još 3000 g. prije Krista. Gradili su ih od drvenih dasaka koje su bile međusobno "ušivene". Brodovi drevnog Egipta u 2. tisućljeću prije Krista bili su najčešće dužine 25 metara i imali su jedan jarbol koji se ponekad sastojao od dvije daske međusobno vezane u oblik "A". Imali su jedno kvadratno jedro, a bili su pogonjeni i veslima.
Prije oko 3800 godina, došlo se do spoznaja o gradnji broda približno današnjeg oblika, tj. odnosa glavnih izmjera: duljina/širina=6 i duljina/visina=10, što se vidi iz Božje zapovjedi Noi:
„Napravi sebi korablju od smolastog drveta; korablju načini s prijekletima i obloži je iznutra i izvani paklinom. A pravit ćeš je ovako: neka korablja bude trista lakata u duljinu, pedeset lakata u širinu, a trideset lakata u visinu. Na korablji načini otvor za svjetlo, završi ga jedan lakat od vrha. Vrata na korablji načini sa strane;  neka ima donji, srednji i gornji kat.“ (Post 6 14-16)
Navažno je jesu li se biblijski navodi stvarno dogodili, ali je iznimno važna činjenica da je prije, otprilike, 3800 godina postojala spoznaja o gradnji broda približno današnjeg oblika koji su i dan-danas ideal nekih pomorskih i prekooceanskih brodova.
Grci su postupno savladali navigaciju na moru istražujući Sredozemno more brodovima. 
Oko 340 g. prije Krista, grčki moreplovac Pytheas brodom je prešao put od Grčke sve do Velike Britanije. Prije uvođenja kompasa, navigacija prema zvijezdama bila je glavni način za navigaciju na moru. U Kini su napravljeni prvi magnetski kompasi koji korišteni za navigaciju između 1040. i 1117. godine. Prvi pisani trag o upotrebi kompasa na europskim brodovima nalazi se u francuskoj satiri La Bible de Guyot de Provins iz sredine XII. stoljeća. U XIV st. pojavljuje se suhi kompas s nalijepljenom ružom kompasa (vjetruljom) ispod igle kakav se u nešto osuvremenjenom obliku upotrebljava i danas.

### Brodogradnja na području Republike Hrvatske
Na području današnje Hrvatske, prvi nacrt broda pronađen u Grapčevoj špilji na otoku Hvaru star oko 4700 godina, što svjedoči o poznavanju broda i brodogradnje još u tom vremenu. U VII. stoljeću prije Krista, dobre brodove su gradili Liburni, koji su živjeli od područja rijeke Krke u Dalmaciji pa sve do Raše u Istri. Ostatci potonulog broda u blizini otoka Mljeta iz I. st. poslije Krista svjedoče o trgovačkom putovanju iz Grčke i Južne Italije. Ostatci tog broda govore o gradnji brodova duljine oko 20 m i nosivosti oko 100 t.
Dolaskom Hrvata u VII. stoljeću na obale Jadranskog mora plovidba i brodogradnja postaju profesionalnim zanimanjem. Nešto kasnije grade se brodovi s 2 – 3 jarbola, koji su se s malim preinakama lako i brzo pretvarali u ratne brodove.  
Prvi hrvatski brod izgrađen između X.-XI. stoljeća je brza brodica naziva Condura Croatica, čija se replika nalazi u gradu Ninu.  
Tek u XII. stoljeću brodovi su dobili kormilo na krmi u svrhu lakšeg upravljanja. Već su tada postojale različiti oblici za različite namjene, ali se najdulje zadržao oblik uskog, niskog i dugog broda na vesla, s dodatkom jedra, preuzetog od Liburna, od IX. sve do XVI. stoljeća. Tek tada se oblik broda mijenja i prelazi u širok, obal i viso, s više jarbola i jedara, koji je zahtijevala oceanska plovidba. 
U XV. i XVI. stoljeću veliki napredak u brodogradnji na ovim prostorima bilježi Dubrovačka Republika gradnjom brodova trgovačke mornarice, za plovidbu na širem prostoru Sredozemnog mora te Dalekog istoka. 
U XVI. i XVII. stoljeću, zbog ratova (Venecija, Turci) usporen je rast gospodarstva. Brodogradnja na ovim prostorima i dalje je bila glavno obilježje života i rada. U tom razdoblju Hrvati su razvili kvalitetnu mornaricu (Senjski uskoci i Neretvanski gusari) i bili su vrsni borci na moru. 
Galija je bila jedan od najzanimljivijih brodova u Srednjem vijeku na obalama Sredozemlja,  pokretana je veslima i jedrima, a duljina joj je dosezala i do 50 m. Vesla su se kod takvih postavljala i u do tri reda, a na svakom veslu je bilo i do 5 veslača. Od njezina prvobitnog oblika razvio se kasnije, u XIX. stoljeću, oblik manjeg broda, nazvanog gajetom i leutom.
Početkom XVIII. stoljeća, na ovim prostorima nastupa mir, a Austro-Ugarska potiče gospodarstvo, a u XIX. stoljeću ponovo oživljava brodogradnja (Lošinj, Cres, Silba, Korčula, Pelješac, Dubrovnik, Boka kotorska). Grade se veliki jedrenjaci, koji su dugo godina bili konkurencija željeznim parnim brodovima.

## Brodogradnja u svijetu 2004.
Po tonaži dovršenih brodova: 

| Država         | % dovršenih brodova u svijetu |
| -------------- | ----------------------------- |
| Južna Koreja   | 34,2%                         |
| Japan          | 32,9%                         |
| NR Kina        | 10,7%                         |
| Njemačka       | 3,7%                          |
| Italija        | 3,3%                          |
| Poljska        | 2,1%                          |
| Hrvatska       | 1,6%                          |
| Republika Kina | 1,6%                          |

Po novim narudžbama:
| Država         | % novih narudžba brodova u svijetu |
| -------------- | ---------------------------------- |
| Južna Koreja   | 36,7%                              |
| Japan          | 25,9%                              |
| NR Kina        | 14,0%                              |
| Njemačka       | 3,4%                               |
| Italija        | 2,5%                               |
| Poljska        | 2,3%                               |
| Republika Kina | 1,9%                               |
| Hrvatska       | 1,7%                               |

## Gospodarski značaj
Zbog svoje složenosti građe, izgradnja broda povlači za sobom više drugih industrijskih grana, tako da izgradnja broda ne zapošljava samo brodogradilišta, nego i druge industrije strojogradnju, industriju boja i lakova, crnu metalurgiju (željezare, čeličane), obojenu metalurgiju, razne kovinoprerađivačke industrije, elektroničku industriju, drvnu i drvoprerađivačku industriju, itd.
Brodogradnja zapošljava velik broj ljudi raznih struka, što izravno u brodogradilištima, dokovima i rezalištima, što posredno, u ostalim industrijama.

## Vanjske poveznice
- Brodogradnja Hrvatska tehnička enciklopedija, portal hrvatske tehničke baštine. LZMK

- Tradicijska brodogradnja Hrvatska tehnička enciklopedija, portal hrvatske tehničke baštine. LZMK

- Vojna brodogradnja Hrvatska tehnička enciklopedija, portal hrvatske tehničke baštine. LZMK

- Brodogradnja Hrvatska tehnička enciklopedija, portal hrvatske tehničke baštine. LZMK

-->